# Fernanda Braz
Fernanda Braz (Coronel Fabriciano, Minas Gerais, 21 de julio de 1984) es una bailarina, profesora de educación física y modelo brasileña. 

## Trayectoria
Se casó tempranamente a la edad de 16 años con un chileno, el por entonces estudiante de psicología Raúl Jiménez. La pareja se conoció en un viaje de este último a Brasil en el año 2000. Tras un año como pareja, se casaron el 16 de junio de 2001 en la ciudad de Coronel Fabriciano donde vivía Braz junto a su familia. Posteriormente se radicaron en Chile. El matrimonio duró tres años.
Empezó a trabajar en la televisión chilena en el programa Pase lo que pase de TVN. Posteriormente fue llamada para el matinal del mismo canal, Buenos días a todos, donde se sumó como bailarina.  Luego, fue reclutada para hacer un casting en el programa Mekano, donde trabajó desde 2002 hasta 2006. El cambio de formato del programa en ese último año, donde se agregó un sistema de eliminación de participantes, llevó a la bailarina a dejar el espacio televisivo. 
Tras dejar Mekano, junto a Yanina Halabi y Amanda Cibeli (ex bailarina de Axé Bahía), formaron el grupo de baile Sexy FAY, que se dedicó a recorrer pubs y discotheques durante un tiempo.  Además, en 2008 participó en la revista teatral de Ernesto Belloni, "Bellas en el caño y Don Che con la caña" junto a Pamela Díaz y Pamela Sosa. 
En 2015, Brass dio a conocer su conversión al cristianismo.